# Bulbine lagopus
Bulbine lagopus là một loài thực vật có hoa trong họ Thích diệp thụ. Loài này được (Thunb.) N.E.Br. miêu tả khoa học đầu tiên năm 1931.